# Хельги Смелый
Хельги Смелый (норв. Helgi Hvassi; IX век) — полулегендарный представитель династии Дёглингов, правившей Хрингарики в Норвегии. Упоминается в «Пряди о сыновьях Рагнара»: вместе с конунгом данов Сигурдом Змей-в-Глазу и своим братом Гудрёдом участвовал в набеге на Западную Европу и сражался при Лёвене, где Сигурд и Гудрёд погибли. После этого вернулся в Данию, стал защитником малолетнего сына Сигурда Кнуда и женился на дочери Сигурда Аслауг. По данным Адама Бременского, Хельги сам стал королём данов. Аслауг родила ему сына Сигурда Оленя, которого автор «Круга Земного» называет дедом Харальда Прекрасноволосого, объединителя Норвегии.